# سرطان مبروم
سرطان مبروم (الاسم العلمي: Ocypode rotundata) هو نوع من الحيوانات يتبع جنس السرطان السريع الأرجل من فصيلة السرطانات الشبحية.